# Ficus ihuensis
Ficus ihuensis là một loài thực vật có hoa trong họ Moraceae. Loài này được Summerh. mô tả khoa học đầu tiên năm 1929.